# Bruno Senna
Bruno Senna Lalli (São Paulo, Brazil, 15. listopada 1983.) je bivši brazilski vozač Formule 1 koji je debitirao 2010. god. s timom HRT F1. Nećak je tragično preminulog bivšeg trostrukog svjetskog prvaka Ayrtona Senne.

### Potpuni popis rezultata u Formuli 1
(legenda) (Utrke označene debelim slovima označuju najbolju startnu poziciju) (Utrke označene kosim slovima označuju najbrži krug utrke)
| Godina | Momčad           | Šasija      | Motor                    | Gume | 1.      | 2.      | 3.     | 4.     | 5.      | 6.      | 7.      | 8.      | 9.     | 10. | 11.    | 12.    | 13.     | 14.     | 15.     | 16.    | 17.    | 18.    | 19.    | Bodovi | Poredak |
| ------ | ---------------- | ----------- | ------------------------ | ---- | ------- | ------- | ------ | ------ | ------- | ------- | ------- | ------- | ------ | --- | ------ | ------ | ------- | ------- | ------- | ------ | ------ | ------ | ------ | ------ | ------- |
| 2010.  | HRT F1 Team      | HRT F110    | Cosworth CA2010 2.4 V8   | B    | BHR Ret | AUS Ret | MAL 16 | KIN 16 | ŠPA Ret | MON Ret | TUR Ret | KAN Ret | EUR 20 | VBR | NJE 19 | MAĐ 17 | BEL Ret | ITA Ret | SIN Ret | JAP 15 | KOR 14 | BRA 21 | ABU 19 | 0      | 23.     |
| 2011.  | Lotus Renault GP | Renault R31 | Renault RS27-2011 2.4 V8 | P    | AUS     | MAL     | KIN    | TUR    | ŠPA     | MON     | KAN     | EUR     | VBR    | NJE | MAĐ    | BEL 13 | ITA 9   | SIN 15  | JAP 16  | KOR 13 | IND 12 | ABU    | BRA    | 2      | 18.     |

### Potpuni popis WEC rezultata
| Godina | Momčad              | Klasa     | Šasija                   | Motor                 | 1.    | 2.    | 3.      | 4.      | 5.    | 6.    | 7.    | 8.      | Bodovi | Poredak |
| ------ | ------------------- | --------- | ------------------------ | --------------------- | ----- | ----- | ------- | ------- | ----- | ----- | ----- | ------- | ------ | ------- |
| 2013.  | Aston Martin Racing | LMGTE Pro | Aston Martin Vantage GTE | Aston Martin 4.5 L V8 | SIL 1 | SPA 2 | LMS Ret | SAO Ret | COA 1 | FUJ 5 | SHA 2 | BHR Ret | 94     | 8.      |
| 2014.  | Aston Martin Racing | LMGTE Pro | Aston Martin Vantage GTE | Aston Martin 4.5 L V8 | SIL   | SPA 4 | LMS 10  | COA     | FUJ   | SHA   | BHR   | SAO     | 14     | 19.*    |